# Truyền kỳ tân phả
Truyền kỳ tân phả (chữ Hán: 傳奇新譜; Cuốn phả mới về truyền kỳ) còn có tên là Tục truyền kỳ (Viết nối truyện truyền kỳ); là tác phẩm văn xuôi chữ Hán có xen thơ, hành và văn tế của nữ sĩ Việt Nam Đoàn Thị Điểm (1705-1748).

## Giới thiệu
Giới thiệu Truyền kỳ tân phả, danh sĩ Phan Huy Chú trong sách Lịch triều hiến chương loại chí (phần Văn tịch chí) viết: 
Truyền kỳ tân phả gồm 1 quyển, do nữ học sĩ Đoàn Thị Điểm soạn. Sách ghi chép những truyện linh dị và những truyện gặp gỡ. Đó là các truyện: Hải khẩu linh từ (Đền thiêng cửa biển), Vân Cát thần nữ (Thần nữ Vân Cát), An Ấp liệt nữ (Liệt nữ ở An Ấp), Bích Câu kỳ ngộ (Cuộc gặp gỡ kỳ lạ ở Bích câu), Nghĩa khuyển khuất miêu (Chó khôn chịu nhịn mèo) và Hoành Sơn tiên cục (Cuộc cờ tiên trên núi Hoành Sơn).
Tuy nhiên, trong Nam sử tập biên (Q.5, viết năm 1724) và Gia phả họ Đoàn thì Đoàn Thị Điểm chỉ viết có 3 truyện, đó là:
- Hải khẩu linh từ (Đền thiêng cửa biển), là chuyện nữ thần Chế Thống, tức Nguyễn Thị Bích Châu, cung phi của Trần Duệ Tông đã hi sinh thân mình để nhà vua được an toàn đưa chiến thuyền vào đánh quân Chiêm Thành.
- Vân Cát thần nữ (Thần nữ Vân Cát), là chuyện bà chúa Liễu Hạnh, một nhân vật huyền thoại có nhiều quyền năng siêu phàm, một trong bốn vị "tứ bất tử" (Tản Viên, Thánh Gióng, Liễu Hạnh, Chử Đồng Tử) của Việt Nam.
- An Ấp liệt nữ (Liệt nữ ở An Ấp). là chuyện vợ thứ ông Đinh Nho Hoàn đời vua Lê Dụ Tông, đã tuẫn tiết theo chồng.

Đồng ý với ý kiến này có PGS. TS. Đặng Thị Hảo và PGS. TS. Nguyễn Đăng Na. Theo TS. Hảo, nguyên do là vì vào năm Tân Mùi (1811, lúc này nữ sĩ Đoàn Thị Điểm đã mất), trước khi cho ấn hành, nhà xuất bản Lạc Thiện đường đã tự ý thêm vào một vài truyện của các tác giả khác, khiến cho tập sách không còn là tác phẩm của một người.
Ba truyện sau chưa rõ người viết, đó là: 
- Bích Câu kỳ ngộ (Cuộc gặp gỡ kỳ lạ ở Bích câu). Có người cho là của Đặng Trần Côn, nhưng học giả Trần Văn Giáp dựa vào nhiều tài liệu lại khẳng định là của Đoàn Thị Điểm [2]. Sau truyện này được Vũ Quốc Trân diễn ra thơ lục bát.
- Khuyển miêu đối thoại (Cuộc đối thoại giữa chó và mèo). Có bản không có truyện này, mà có truyện Tùng bách thuyết thoại (Cây tùng và cây bách nói chuyện).
- Long hổ đấu kỳ (Rồng hổ tranh nhau về tài lạ).

## Nhận xét
Những chuyện của Đoàn Thị Điểm xây dựng từ những nhân vật có thật trong lịch sử hoặc theo truyền thuyết dân gian, đều có ý thức đề cao người phụ nữ.
Tuy nhiên, nổi bật hơn cả là truyện Hải khẩu linh từ, Truyện kể về tấn bi kịch của một nàng cung phi đời vua Trần Duệ Tông tên là Nguyễn Cơ, tự Bích Châu. Với tài hư cấu nghệ thuật của mình, tác giả đã khéo léo dẫn dắt và nâng cao tính cách nhân vật lên, làm cho câu chuyện có sức truyền cảm sâu sắc. Cái chết tự nguyện của nàng Bích Châu là kết quả của một sự suy nghĩ lâu dài về vận mệnh đất nước, dân tộc; và hình tượng của nàng còn có ý nghĩa tố cáo cuộc chiến tranh phi nghĩa. Truyện này được đánh giá là tác phẩm thành công hơn cả của Đoàn Thị Điểm.
Nhìn chung, cả sáu truyện trong Truyền kỳ tân phả đều là những câu chuyện về cuộc đời, về con người trong buổi xế chiều của xã hội phong kiến Việt Nam được biểu hiện dưới màu sắc hoang đường, quái đản. Đây là một hình thức nghệ thuật khá phổ biến trong văn xuôi Việt Nam kể từ sau Truyền kỳ mạn lục của Nguyễn Dữ ở thế kỷ 16.
Ra đời sau Thánh Tông di thảo và Truyền kỳ mạn lục ngót hai thế kỷ, nhưng Truyền kỳ tân phả đã không tiến kịp hai tác phẩm trên về nội dung và nghệ thuật. Cốt truyện thường tản mạn, rườm rà. Kết cấu lỏng lẻo. trau chuốt nhiều đến câu chữ, lời văn hơn là diễn biến nội tại của tác phẩm. Nói về Truyền kỳ tân phả, Phan Huy Chú trong Lịch triều hiến chương loại chí viết:
Lời văn hoa lệ, nhưng khí cách yếu ớt, không bằng văn của Nguyễn Dữ.
Tuy nhiên, đây vẫn là một tác phẩm văn xuôi báo hiệu bước mở đầu của trào lưu "nhân đạo chủ nghĩa" trong văn học Việt Nam ở thế kỷ 18 

## Sách tham khảo
- Phan Huy Chú, Lịch triều hiên chương loại chí (Tập 3), phần Văn tịch chí. Nhà xuất bản khoa học Xã hội, 1992.
- Đặng Thị Hảo, mục từ Truyền kỳ tân phả trong Từ điển văn học (bộ mới). Nhà xuất bản Thế giới, 2004. Theo sách Đoàn thị thực lục (Gia phả họ Đoàn) thì Truyền kỳ tân phả là tác phẩm của Đoàn Thị Điểm.
- Nguyễn Đăng Na, Văn xuôi tự sự Việt Nam thời trung đại (Tập 1). Nhà xuất bản giáo dục, 1997.
- Trần Văn Giáp, Giới thiệu và xác định giá trị Bích Câu kỳ ngộ, in trong tập Nhà sử học Trần Văn Giáp. Nhà xuất bản Khoa học Xã hội, 1996.